# 白昼夢の青写真
『白昼夢の青写真』（はくちゅうむのあおじゃしん）は、Laplacianより2020年9月25日に発売された18禁美少女アドベンチャーゲーム。
2022年2月10日には、Steamにて全年齢対象のゲームソフトとして配信されたほか、2022年11月17日にはNintendo Switchへの移植版が発売された。
さらに、2023年7月29日には本作の後日談にあたる朗読劇『朗読劇 白昼夢の青写真 CASE－＿　誰がためのIHATOV』（ろうどくげき はくちゅうむのあおじゃしん ケースブランク たがためのイートハーヴ）が上演された。

## ゲーム内容
最初は「CASE-1」、「CASE-2」、「CASE-3」の物語がランダムに進行して行き、3つの物語の結末までは好きな順で進行することができる。3つの物語を終えると「CASE-0」の物語に進むことが可能となる。
CASE-1
主人公・有島芳は柊英学園付属の非常勤講師として味気ない日々を送っていた。ある日、大学時代の恩師の告別式で、芳は学園の生徒・波多野凛と出会う。有島は既婚者でありながら、凛におぼれていく。
CASE-2
1595年のイギリス・テンブリッジにて、盲目の父と酒場を共同経営するウィリアム・シェイクスピアは、記憶力を活かして、客たちの話を脚本化し、それを劇団に売って生計を立てていた。ある日、鹿を捕ろうとして貴族の屋敷に侵入したところを捕まってしまう。演劇好きのオリヴィアは彼を奴隷として身請けし、自分の一座のために脚本を書かせようとする。
CASE-3
鳴山公空学園付属に通う飴井カンナは半年前から不登校に陥る。ある日から教育実習生の桃ノ内すももが彼の元を訪れるようになった。最初は相手にしていなかったが、やがてカンナはすももに心を開く。
CASE-O
23世紀、人類が地上に住めなくなったため、環境再開発研究所で居住環境の研究が行われていた。海斗はその研究所で行われる実験に参加していたが、記憶を失っていたため、実験の詳細についてはわかっていなかった。ある日、世話役のアンドロイド・出雲から記憶を失う前の彼が実験に同意していたことを告げられる。

## 登場人物

### CASE-1
有島 芳（ありしま かおる）
古文を担当する非常勤講師。大学時代に小説家を目指していたが波多野秋房という先輩との筆力・人間力の差を見せつけられ、その夢を捨てた。現在は、無味乾燥した毎日を送っている。
波多野 凛（はたの りん）
声 - 神代岬/浅川悠
身寄りのない文学少女。小説家である父・波多野秋房との父子家庭で育った。その父も既に他界し、今は父の印税で生活している。儚くも妖艶な表情の中に、負けず嫌いで幼い面も垣間見える。
有島 祥子（ありしま しょうこ）
声 - 春乃いろは/三宅麻理恵
主人公の妻で、編集者として出版社に勤めている。今では夫婦らしい愛情は無く、加えて生活リズムの違いもあって会話そのものが少ない。

### CASE-2
ウィリアム・シェイクスピア
盲目の父と二人で酒場を営む傍ら、生活の足しに密かに劇団の脚本を書く青年。料理は不得意。
オリヴィア・ベリー
声 - 神代岬/浅川悠
没落した貴族で、政略結婚に一族の存続がかかっている。男装して密かに劇団の座長を務めていると同時に、パトロンとしてもふるまっている。勝ち気で、男勝りの反面、物分かりがよく、諦めにも似た物悲しさを醸し出している。
ハロルド・スペンサー
声 - 牛蛙キタロウ/喜多田悠
オリヴィアの婚約者・主人といった立場の貴族の男性。

### CASE-3
飴井 カンナ（あめい カンナ）
カメラマンを志す不登校児。亡き母の形見である動かなくなったキャンピングカーを直し、この夏、母の残したスケッチの場所を写真に収める為、旅の計画を立てる。
桃ノ内 すもも（もものうち すもも）
声 - 神代岬/浅川悠
要領の悪い教育実習生。教育実習時は黒髪のウィッグにリクルートスーツと芋っぽい出で立ちだが中身は気さくで、お洒落なことが好き。物事を深く考えず、その場がよければそれでよし、という生き方をしている。
松風 梓姫（まつかぜ あずき）
声 - 春乃いろは/三宅麻理恵
飴井が自宅の車の修理を依頼した女性の整備士で、自称「スクラップハンター梓姫」。

### CASE-0
海斗（かいと）
記憶を失っている男性。
世凪（よなぎ）
声 - 神代岬/浅川悠
自我を失った白髪の少女。
出雲（いずも）
声 - 春乃いろは/三宅麻理恵
海斗と世凪の身の回りの世話をしている女性型アンドロイド。
遊馬（あすま）
声 - 杉崎亮
主人公の恩師と言える立場の初老の男性。

## スタッフ
- 企画・原作・シナリオ - 緒乃ワサビ
- キャラクターデザイン・原画 - 霜降、ぺれっと
- デザインワーク - 上都河希
- サウンドディレクター - Muu Dogg
- 演出 - さめもと
- 企画協力・科学考証 - 藤野真人

## 開発
本作は作り手のための企画として、「深く長く残る物語」をコンセプトに作られた。
本作の各シナリオはLaplacianの過去作とも関連がある。このようにしたのは、本作がブランドの4作目であり、フルプライスでは最低4名のヒロインが必要だったことに由来する。加えて、舞台設定に必然性がなく、過去作をほうふつとさせる舞台であれば古参のファンが喜んでくれるかもしれないという思惑もあった。結果、過去作のスピンオフに間違えられてしまい、悪手だったと緒乃ワサビはアダルトゲーム雑誌「BugBug」とのインタビューの中で述べている。
また、制作リソースをやりくりするために過去作のリソースを流用したことも誤算だったと緒乃は振り返っている。たとえば中年教師の不倫を描いた「CASE-1」は、ブランドのデビュー作『キミトユメミシ』と同じ柊英学園を舞台としているが、後者は学園ものであるがために明るいBGMが多く、そのままではおかしなことになってしまうため、鬱屈した曲をたくさん作る羽目になった。逆に「CASE-3」の場合、世界観を同じくする『未来ラジオと人工鳩』はジャズテイストのさわやかな曲がほとんどだったため汎用性に長け、同シナリオでも違和感なく流用できた。
緒乃ワサビは自分が飽き性であることから、異なる世界観を並べて最終的に一本化する方針を立てたうえでシナリオを執筆しており、尺の割にはすんなり書けたと「BugBug」とのインタビューの中で振り返っている。一方、本作の物語のボリュームから、緒乃はスクリプターに負担がかかったことを明かしており、自身もマスターアップ間際に表情やBGMを追加する作業を行った際、なかなか終わらなくて戦慄したと振り返っている。
通常の場面でカットされたものはなかったものの、Hシーンは当初の4割カットされた。

### キャラクターデザイン
「CASE-2」のオリヴィアは、初期ラフ案はお淑やかなお姫様となる予定だった。
「CASE-3」のすもものデザイン案の中には『未来ラジオと人工鳩』の秋奈に近いものもあったが、就職活動中の大学生という設定から、他のシナリオよりも恋愛経験が豊富な女性にしようという方針になり、他のシナリオよりもリアルに寄せ、額を強調したデザインが採用された。

### キャスティング
本作のメインヒロインは神代岬が、サブヒロインは春乃いろはが担当した。緒乃はこの2人ありきの企画だったと「BugBug」とのインタビューの中で明らかにしており、本作のメインヒロイン4人を任せるなら神代しかおらず、春乃は兼役を用いた企画を練り始めるきっかけだったと緒乃は答えている。
演者の在り方がシナリオや演出に影響を与えることもあった。神代は収録の合間や休憩中に「『CASE-1』の主人公がクソ過ぎる」とこぼしており、そのけなしぶりを面白がった緒乃は「CASE-1」のヒロイン・凛の足コキの場面を書き替えた。一方、春乃は「CASE-0 」の出雲役の収録の際、キャラクターの気持ちを保つため、休憩中も押し黙っていた。

### Steam移植
Steamでの配信に際しては一部の場面をカットする代わりに、「CASE-1」から「CASE-3」では新たに追加したミュージックビデオの内容に関連したシナリオが追加された。また、「CASE-0」はエピローグ以外の部分が大幅に書き換えられたほか、おまけシナリオも追加された。

## 反響
アダルトゲーム雑誌「BugBug」によると、本作はシナリオの良さが評判を呼び、発売後も口コミで人気が広がったという。

### 売り上げ
本作は発売月の売り上げにおいて、『BugBug』の集計では2位を記録した。

### 人気投票
Getchu.com主催の美少女ゲーム大賞2020では、総合部門3位・シナリオ部門2位・音楽部門2位・ムービー部門1位を獲得した。

### 評価
「BugBug.news」では、夢の世界であるCASE-1～3がLaplacianの過去作品と世界観を同じくしているのが面白く、体験版の時点でSF超大作の予感がすると評している。
『BugBug』2020年12月号に本作のレビューが掲載されている。レビュアーのタナカツは、CASE-1～3に関しては過去作をプレイしていなくても楽しめる内容になっているとまず説明している。それらの幕間に物語の本筋としてCASE-0が挟まってきて、CASE-1～3は主人公と同じ、謎の白一色の部屋で眠っている少女の夢だということが徐々に明かされていく展開になる。タナカツは、本作では部屋以外にも様々な謎がちりばめられていて、伏線が回収されるたび楽しめたとした上で、白い部屋の謎が明かされるクライマックスでは「人間の綺麗な部分と醜い部分、なにが正しくてなにが間違っているのかなどのテーマが、棘のように心に刺さって」きたと評し、考えさせられたと述べている。また、神代岬の演じ分けは見事であったと賞している。

### 受賞
萌えゲーアワード実行委員会が主催する萌えゲーアワードへのノミネートは辞退している。